# الطيور الغاضبة الفلم
أنجري بيردز الفيلم (بالإنجليزية: The Angry Birds Movie) هو فيلم آكشن-مغامرة كوميدي مُحرك حاسوبياً ثلاثي الأبعاد. وهو فيلم أمريكي و‌فنلندي قادم في 2016، ومبني عن سلسلة ألعاب فيديو « أنجري بيردز ». الفيلم من إخراج كلاي كايتس (Clay Kaytis) وفيرغال رايلي (Fergal Reilly) (وهو أول عمل إخراج لكلاهُما)، ومنتجَي الفيلم هما جون كوهن (John Cohen) و‌كاثرين وايندر، وكاتب سيناريو الفيلم هو جون فيتي. والفيلم من إنتاج ستوديوهات سوني بيكتشرز إيميج وركس، ومن بطولة جيسون سوديكس، و‌جوش غاد، و‌داني ماكبرايد، و‌مايا رودولف، و‌كايت ماكينون، و‌شون بن، و‌طوني هول، و‌كيغان-مايكل كي، و‌بيل هادر، و‌بيتر دنكليج.

## حكاية الفيلم
تدور أحداث قصة الفيلم حول أربعة طيور غاضبة هم ريد، وتشك، وبوم، وماتلدا تصل المعلومات لهذه الطيور الغاضبة باحتمالية قدوم مجموعة من الحيوانات المفترسة إلى جنتهم الصغيرة الجميلة، ولكن تلك الحيوانات لا تريد العيش معهم في سلام بل تريد تدمير جنتهم التي لطالما استمتعوا بها وسرقة البيض، وعلى الطيور الغاضبة الاتحاد معا في فريق واحد ضد خطط الحيوانات الشريرة.

## الميزانية والإيرادات
بلغت تكلفة إنتاج الفيلم حوالي 80 مليون دولار أمريكي، بينما حصد إيرادات بلغت حوالي 352 مليون دولار أمريكي.

## وصلات خارجية
- العرض الدعائي الرسمي باللغة العربية
- مقالات تستعمل روابط فنية بلا صلة مع ويكي بيانات